# Сквер Безбородко
Сквер Безборо́дко — сквер в Калининском районе Санкт-Петербурга. Расположен на Полюстровском проспекте в квартале между Пискарёвским проспектом, улицей Жукова и Феодосийской улицей. Название скверу присвоено в результате многолетних обращений группы малороссийских (украинских) землячеств Санкт-Петербурга, входящих в Общественное движение (ОД) «Наследие», г. Санкт-Петербург, к администрации города вернуть историческое название Кондратьевскому проспекту — до 1925 г. Безбородкинский проспект.

## История
Сквер получил название 1 марта 2013 года по фамилии владельца. Изначально предполагалось дать название в форме Безборо́дкинский сквер, но в ходе заседания топонимической комиссии большинством голосов был согласован вариант сквер Безбородко.

## Достопримечательности
- Центральным элементом сквера Безбородко является Полюстровский пруд. У местных жителей этот пруд получил название Баваровка, по названию завода «Новая Бавария», на месте которого в современности находится завод шампанских вин.
- Сам сквер является частью бывшего парка дачи Безбородко, расположенной на Свердловской набережной.